# Зігфрід Ландер фон Шпонгайм
Зігфрід Ландер фон Шпонгайм (*нім. Siegfried Lander von Sponheim, д/н — 31 березня 1424) — 32-й магістр Лівонського ордену в 1415—1424 роках.

## Життєпис
Походив з дрібного німецького шляхетського роду Шпонгаймів, васалів пфальцграфів Рейнських. Син лицаря Герхарда Ландера фон Шпонгайма. Замолоду перебрався до Лівонії, оскільки його стрийко Вільгельм Ландер фон Шпонгайм обіймав середню посаду в Тевтонському ордені. Приблизно в 1390-х роках стає членом Лівонського ордену.
Належність до партії «рейнців» сприяло кар'єрі. 1411 року призначено комтуром Марієнбургу. 1413 року очолив важливе феллінське комтурство. 1415 року після смерті магістра Дітріха фон Торка обирається новим очільником Лівонського ордену. Невдовзі було затверджено великим магістром Тевтонського ордену Міхаелем Кюхмайстером фон Штернбергом.
Основну загрозу для Ордену вбачав у королівстві Польському та великому князівстві Литовському. Тому вважав за потрібне мирне співіснування з Псковською та Новгородською республіками. З першою 1417 року було укладено 10-річний мирний договір, з другою — 1420 року — «вічний мир».
1422 року на чолі лівонських загонів Зігфрід Ландер фон Шпонгайм брав участь в Голубській війні, що завершилася Мельнським договором Польщі та Литви з Тевтонським і Лівонським орденом, за яким кордом Жмудії було продовжено, внаслідок чого обидва ордени опинилися розділеними.
Постійне послаблення Тевтонського ордену призвело до того, що у січні 1423 року Зігфрід Ландер фон Шпонгайм у зверненні до великого магістра Тевтонського ордену Пауля фон Русдорфа стосовно секуляризації Ордену. На його думку, великий магістр мав у разі нової війни з Польщею за умови неможливості отримати допомогу ззовні, роздати орденські володіння князям і лицарям. Нехай тоді кожний захистить своїми силами і засобами те, що йому дісталося. Цю пропозицію було відхилено.
З 1420 року вступив у протистояння з ризьким архієпископом Іоганном VI Амбунді, який звернувся до папи римського Боніфація XI з проханням скасувати розпорядження папи щодо прав Лівонського ордену в Ризі та Ризькому архієпископстві. Водночас Амбунді скликав у лютому 1421 року перший відомий загальнолівонський ландтаг у Валці. Тут було висловлено ідею створення Лівонської конфедерації, чому протистояв магістр Лівонського ордену. 1422 року Зігфрід Ландер фон Шпонгайм завадив ризькому архієпископу підпорядкувати собі єпископів Пруссії. Помер фон Шпонгайм у 1424 році. Новим магістром Лівонського ордену став Ціссе фон дем Рутенберг.